# Syllitus elguetai
Syllitus elguetai är en skalbaggsart som beskrevs av Cerda 1991. Syllitus elguetai ingår i släktet Syllitus och familjen långhorningar. Inga underarter finns listade i Catalogue of Life.